# بیست سال بعد (فیلم ۱۹۸۹)
بیست سال بعد (به هندی: Bees Saal Baad) فیلمی هندی محصول سال ۱۹۸۹ و به کارگردانی راجکومار کوهلی است. در این فیلم بازیگرانی همچون میتون چاکرابورتی، دیمپل کاپادیا، میناکشی سشادری، شاکتی کاپور، وینود مهرا، امجد خان، انوپم کهیر، اوم پراکاش و آریونا ایرانی ایفای نقش کرده‌اند.